# 第二東京弁護士会
第二東京弁護士会（だいにとうきょうべんごしかい、Daini Tokyo Bar Association）とは、日本に52ある弁護士会（単位弁護士会）の1つ。東京弁護士会・第一東京弁護士会と同じく、東京都にある。略称は「二弁」（にべん）。所属弁護士は、5,000人を超え東京弁護士会に次ぐ。関東弁護士会連合会所属。霞が関の弁護士会館内に事務局を置く。

## 歴史
明治半ば、東京弁護士会における役員選挙が年々激烈になり、ときには選挙運動の過程で血を見る事もあった。その結果、会の長老格は分離し、新しく第一東京弁護士会を設立する。しかし、その後も東京弁護士会と第一東京弁護士会はことごとく対立したため、司法省（当時）もてこずる場面が多かった。それを憂えた関係者や新しい会を作ろうとする勢力から「第三極たる弁護士会」が要請されたため、1926年（大正15年）第二東京弁護士会が誕生した。

## 意見表明
2005年2月28日、入学式・卒業式等で「教職員・児童生徒に国旗への起立・国歌斉唱を強制しないこと」、「教職員・児童生徒の不起立・不斉唱を理由として教職員に不利益処分を科さないこと」を求めると会長声明。